# ألينا أوزيل
ألينا أوزيل (من مواليد 21 يونيو 1984 ) لاعبة كرة طائرة بيلاروسية سابقة، تلعب 21 يونيو 1984 كلاعب جانبي في المنتخب الوطني البيلاروسي لكرة الطائرة سيدات. .
شاركت في بطولة أوروبا للكرة الطائرة للسيدات لعام 2007 . على المستوى الوطني لعبت مع Azərreyl Baku في عام 2007.